# Liste des épisodes de Rizzoli and Isles
Cet article présente la liste des épisodes de la série télévisée américaine Rizzoli and Isles.

## Panorama des saisons
| Saison | Nombre d’épisodes | Diffusion originale sur TNT | Diffusion originale sur TNT | Diffusion originale sur TNT | Diffusion originale sur TNT |
| Saison | Nombre d’épisodes | Années                      | Jour et heure               | Début de saison             | Fin de saison               |
| ------ | ----------------- | --------------------------- | --------------------------- | --------------------------- | --------------------------- |
| 1      | 10                | 2010                        | Lundi 21 h                  | 12 juillet 2010             | 13 septembre 2010           |
| 2      | 15                | 2011                        | Lundi 21 h                  | 11 juillet 2011             | 26 décembre 2011            |
| 3      | 15                | 2012                        | Lundi 21 h                  | 5 juin 2012                 | 25 décembre 2012            |
| 4      | 16                | 2013                        | Lundi 21 h                  | 25 juin 2013                | 18 mars 2013                |
| 5      | 18                | 2014-2015                   | Lundi 21 h                  | 17 juin 2014                | 17 mars 2015                |
| 6      | 18                | 2015-2016                   | Lundi 21 h                  | 16 juin 2015                | 15 mars 2016                |
| 7      | 13                | 2016                        | Lundi 21 h                  | 6 juin 2016                 | 5 septembre 2016            |

## Liste des épisodes

### Première saison (2010)
1. L'Apprenti (See One, Do One, Teach One)
2. L'Étrangleur de Boston (Boston Strangler Redux)
3. Le Diable au corps (Sympathy for the Devil)
4. Frais de scolarité (She Works Hard for the Money)
5. Les Frères ne se tuent pas (Money for Nothing)
6. Meurtre au féminin (I Kissed a Girl)
7. Course contre la mort (Born to Run)
8. Le Retour du chirurgien (I'm Your Boogie Man)
9. La Bête en moi (The Beast in Me)
10. État de siège (When the Gun Goes Bang, Bang, Bang)

### Deuxième saison (2011)
Le 30 juillet 2010, la série a été renouvelée pour une deuxième saison de quinze épisodes diffusée à partir du 11 juillet 2011.
1. Je ne suis pas un héros (We Don't Need Another Hero)
2. L'Instinct maternel (Living Proof)
3. La Parade navale (Sailor Man)
4. Alerte enlèvement (Brown Eyed Girl)
5. Tuer n'est pas jouer (Don't Hate the Player)
6. Histoire ancienne (Rebel Without a Pause)
7. Chasse aux sorcières (Bloodlines)
8. Entreprise familiale (My Own Worst Enemy)
9. Le Retour du père (Gone Daddy Gone)
10. Le Plus Beau des cadeaux (Remember Me)
11. La Loi du silence (Can I Get A Witness?)
12. Liens fraternels (He Ain't Heavy, He's My Brother)
13. La Réunion des anciens (Seventeen Ain't So Sweet)
14. Mort en coulisses (Don't Stop Dancing, Girl)
15. À feu et à cran (Burning Down the House)

### Troisième saison (2012)
Le 5 août 2011, la série a été renouvelée pour une troisième saison de quinze épisodes diffusée à partir du 5 juin 2012.
1. Ce qui ne nous tue pas (What Doesn't Kill You)
2. Rancœur de consœur (Dirty Little Secret)
3. Après le combat (This Is How a Heart Breaks)
4. La Maison de poupées (Welcome to the Dollhouse)
5. Derrière l'armure (Throwing Down the Gauntlet)
6. Argent facile, plaisir fatal (Money Maker)
7. Harcèlement textuel (Crazy for You)
8. Coupe-gorge (Cuts Like a Knife)
9. Célébrité locale (Home Town Glory)
10. En chair et en plâtre (Melt My Heart to Stone)
11. La Mort au petit-déjeuner (Class Action Satisfaction)
12. Du bestseller au cimetière (Love the Way You Lie)
13. Amour virtuel (Virtual Love)
14. Du foot, des filles et des gâteaux (Over/Under)
15. Fini les drames (No More Drama in My Life)

### Quatrième saison (2013-2014)
Le 29 juin 2012, la série a été renouvelée pour une quatrième saison de seize épisodes dont la diffusion a commencé le 25 juin 2013, puis a repris le 25 février 2014 après la pause de fin d'année.
1. Assassinat politique (We Are Family)
2. Dans la gueule du loup (In Over Your Head)
3. Un avenir tout tracé (But I Am a Good Girl)
4. De l'autre côté du miroir (Killer in High Heels)
5. Pacte avec le diable (Dance with the Devil)
6. Délire de persécution (Somebody's Watching Me)
7. Sciences de la vie et de la mort (All For One)
8. Un cœur de glace (Cold As Ice)
9. Les Démons du passé (No One Mourns the Wicked)
10. Conduite à risque (Built for Speed)
11. Juge, juré et bourreau (Judge, Jury and Executioner)
12. L'Inconnu du parc (Partners in Crime)
13. Les Larmes du clown (Tears of a Clown)
14. Désaccord sur des accords (Just Push Play)
15. Une affaire de goût (Food For Thought)
16. Sur écoute (You're Gonna Miss Me When I'm Gone)

### Cinquième saison (2014-2015)
Le 15 août 2013, la série a été renouvelée pour une cinquième saison de 18 épisodes diffusée depuis le 17 juin 2014. Après la diffusion de douze épisodes, la série prend une pause automnale et revient en février 2015.
1. Un nouveau départ (A New Day)
2. Un seul être vous manque (Goodbye)
3. Trop beau pour être vrai (Too Good to Be True)
4. La Fin du monde (Doomsday)
5. Un plan minutieux (The Best Laid Plans)
6. Un physique à tomber (Knockout)
7. Lecture explosive (Boston Keltic)
8. Fugue en ado mineur (Lost and Found)
9. Boire le vin jusqu'à la lie (It Takes a Village)
10. Renaître de ses cendres (Phoenix Rising)
11. Coup de chaud sur Boston (If You Can't Stand the Heat)
12. L'accusateur accusé (Burden of Proof)
13. Un pont vers l'avenir (Bridge to Tomorrow)
14. Casse-tête anatomique (Foot Loose)
15. Fin limier (Gumshoe)
16. Aux yeux de tous (In Plain View)
17. L'Homme-loup solitaire (Bite Out of Crime)
18. Révélations (Family Matters)

### Sixième saison (2015-2016)
Le 9 décembre 2014, la série a été renouvelée pour une sixième saison de 18 épisodes diffusée en deux parties : depuis le 16 juin 2015, puis à partir du 16 février 2016.
1. Dans la tourmente (The Platform)
2. Pêche à la perche (Bassholes)
3. Un cadavre peut en cacher un autre (Deadly Harvest)
4. Contrefaçon (Imitation Game)
5. Répercussions  (Misconduct)
6. Visages anonymes (Face Value)
7. Mauvaise graine (A Bad Seed Grows)
8. Ravie de vous connaître, Dr Isles (Nice to Meet You, Dr Isles)
9. Partenaires particuliers (Love Taps)
10. La Bête à concours (Sister Sister)
11. Alias (Fake It 'Til You Make It)
12. 5:26 (5:26)
13. Cache-cache (Hide and Seek)
14. Une mine de billets (Murderjuana)
15. Morts de peur (Scared to Death)
16. Amer Baltique (East Meets West)
17. Terrain miné (Bomb Voyage)
18. La Traque (A Shot in the Dark)

### Septième saison (2016)
1. Rancune meurtrière (Two Shots: Move Forward)
2. Virage dangereux (Dangerous Curve Ahead)
3. Policiers contre zombies (Cops vs. Zombies)
4. Poste mortelle (Post Mortem)
5. L'Ombre d'un doute (Shadow of Doubt)
6. Esprit, es-tu là ? (There Be Ghosts)
7. Poids mort (Dead Weight)
8. Motards et mitard (2M7258-100)
9. 65 heures (65 Hours)
10. Pour le meilleur et pour le pire (For Richer or Poorer)
11. Comme une tombe (Stiffed)
12. Hier, aujourd'hui, demain (Yesterday, Today, Tomorrow)
13. Fin de service (Ocean-Frank)